# Bastón de oficial

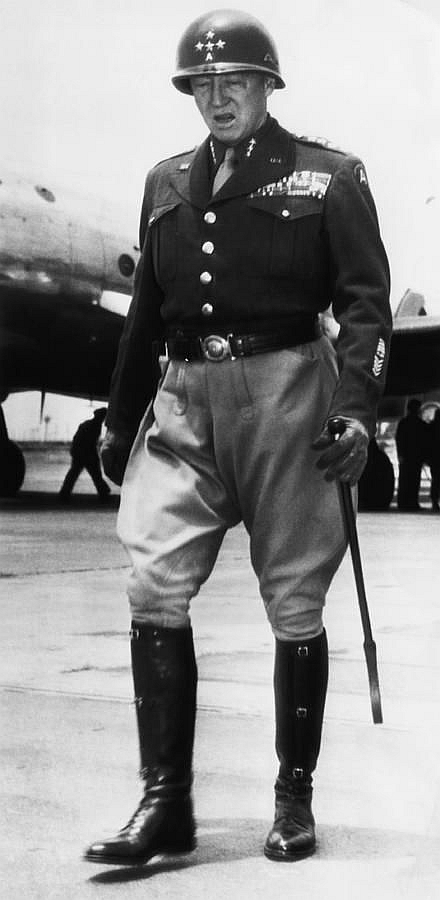
General Patton, portando un bastón de oficial.

Un bastón de oficial, bastón ligero o usualmente más conocido en la cultura anglosajona como swagger stick (swagger, se traduce al español como "contoneo", "arrogancia" y stick, como "bastón") es una vara corta o fusta que llevan determinados oficiales o funcionarios públicos en algunos países como símbolo de autoridad. Usualmente está hecho de ratán (también llamado malakka), recubierto con cuero y puede tener adornos en ambos extremos. 

## Historia
Su uso deriva del bastón hecho de madera de vid, denominado vitis que llevaban los centuriones romanos como emblema del cargo, y para imponer disciplina. Todavía se usaba como arma del tipo maza en la Edad Media, pasando luego a bastón de los oficiales, mientras que los mariscales usaban el bastón de mariscal como insignia de poder.

## Reino Unido

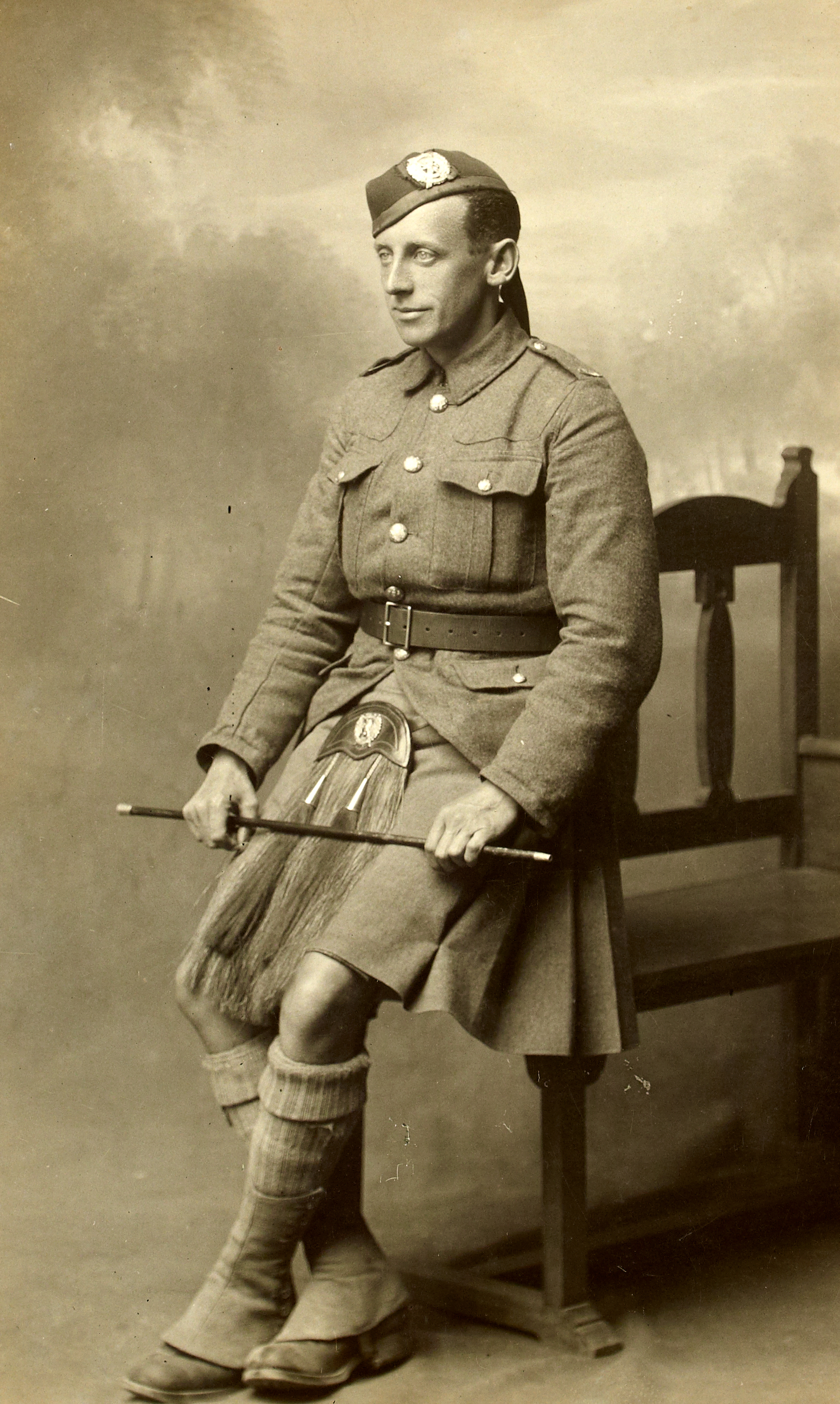
Militar escocés con un bastón de oficial, 1921.

En el ejército británico antes de la Primera Guerra Mundial, todos los miembros militares que no eran oficiales comisionados llevaban bastones de oficiales cuando estaban fuera de servicio, como parte de su uniforme. El bastón tomaba la forma de una vara corta de madera pulida, con un cabezal de metal ornamentado con el símbolo del regimiento. La costumbre habitual era que el soldado raso o suboficial (NCO) llevara el bastón bajo el brazo. Los jinetes llevaban un pequeño fuste de montar en lugar del bastón. Esta práctica estaba restringida al ejército y al cuerpo de los Marines Reales, y nunca fue imitada por los otros cuerpos, aunque T. E. Lawrence cuando se alistó en la Royal Air Force bajo el nombre de Ross, menciona que los aviadores en entrenamiento en la RAF Uxbridge llevaban bastones de oficiales. Se cree que esta práctica se limitaba al campo de entrenamiento.
Hasta 1939, los soldados regulares en tiempos de paz todavía llevaban estos bastones cuando 'salían' de los cuarteles, pero esta práctica cesó con el estallido de la Segunda Guerra Mundial. El personal del ejército británico ya no usa uniformes cuando está fuera de servicio y, en consecuencia, el bastón se ha vuelto obsoleto.
En el ejército británico y otras fuerzas militares que siguen las tradiciones de la Commonwealth, los oficiales comisionados de la mayoría de los regimientos de infantería llevaban anteriormente bastones de oficiales cuando estaban de servicio, mientras que los suboficiales y suboficiales mayores llevaban bastones de paso. Esta práctica continúa en algunos regimientos, especialmente por los suboficiales mayores cuando están en indumentaria de cuartel. Los oficiales de caballería solían llevar una fusta en lugar de un bastón, en deferencia a sus tradiciones. En algunos regimientos irlandeses del ejército británico, como el Royal Irish Regiment (1992), los oficiales llevaban un bastón de endrino, basado en el tradicional shillelagh. En el Royal Tank Regiment (Regimiento Real de Tanques), los oficiales llevaban una 'planta de cenizas' o bastón en su lugar, en referencia a los ataques de tanques de la Primera Guerra Mundial, cuando los oficiales preparaban líneas de avance probando la firmeza del suelo y la idoneidad para los tanques.

## Estados Unidos

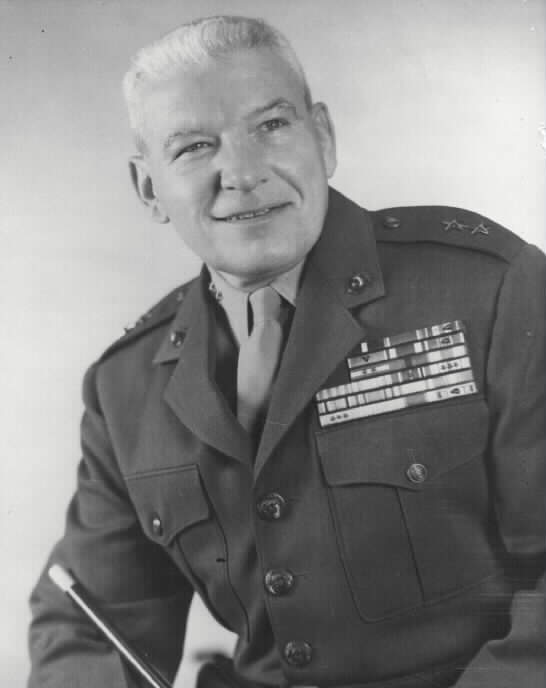
Teniente general Homer Litzenberg sosteniendo un bastón ligero en su retrato oficial a fines de la década de 1950.

Los bastones de oficiales estuvieron una vez de moda en el Cuerpo de Marines de los Estados Unidos, primero como un accesorio informal que llevaban los oficiales a fines del siglo XIX. En 1915, obtuvo la aprobación oficial ya que se alentó a los reclutadores a llevarlos para mejorar su imagen pública. Esta tradición creció cuando los infantes de marina desplegados para la Primera Guerra Mundial se encontraron con oficiales europeos que llevaban estos bastones, lo que llevó a su entrada en las regulaciones de uniformes en 1922 que autorizaba a los infantes de marina alistados a llevarlos también. Su uso disminuyó en los años 30 y 40, con la excepción de los China Marines (Marines de China), y volvió a estar de moda con una nueva regulación en 1952 que los alentaba, alcanzando un pico entre 1956 y 1960. 
Pocos oficiales contemporáneos, si es que hay alguno, llevan un bastón de oficial, y no tiene sanción oficial en ningún cuerpo de ejército.
El general George S. Patton llevaba este bastón durante la Segunda Guerra Mundial. Sin embargo, el suyo contenía un estoque oculto, similar a un bastón-estoque de un caballero victoriano.
El general Paul D. Harkins, comandante de los Estados Unidos en Vietnam de 1962 a 1964, habitualmente llevaba un bastón de oficial.
El general William J. Livsey, que fue el comandante general del Octavo Ejército de los Estados Unidos en Corea del Sur de 1984 a 1987, portaba públicamente un bastón de oficial que fue tallado en madera recolectada del álamo en el centro del "incidente del asesinato con hacha" de 1976.